# Victor Erroelen
Victor Erroelen (23 december 1916 – 22 februari 1988) was een Belgische voetballer en trainer. Hij speelde tot 1949 bij RSC Anderlecht, waarna hij de overstap naar Racing Gent maakte.

## Spelerscarrière
Victor Erroelen speelde tussen 1936 en 1949 in het eerste elftal van RSC Anderlecht, hij kwam bij paars-wit tot 237 wedstrijden.
Tussen maart en juni 1948 werd hij vier maal geselecteerd voor de Rode Duivels, hij speelde twee maal tegen Nederland en één keer tegen Schotland en Frankrijk.
In 1949 werd hij samen met doelman Felix Week naar Racing Gent getransfereerd. Zij waren de eersten van een reeks spelers van Anderlecht die de overstap naar de Gentse Ratjes maakten. Voor Week bleef het bij één seizoen, Erroelen bleef. 
In 1950 gingen ook hun voormalige ploeggenoten Pierre Figeys, Jean Wijns, Michel Van Vaerenbergh, Arnold Vandereecken en zijn broer Pierre Erroelen over naar Racing Gent. Dit in een ruiloperatie die het grote Gentse talent Marcel De Corte van Racing naar Anderlecht bracht.
Racing probeerde al een paar jaar uit Bevordering weg te raken, maar dat lukte maar niet. In 1950 moest men nog AS Oostende laten voorgaan, maar met de instroom aan Brusselse spelers lukte het wel in 1951. 
In 1952 volgde nog een promotie, Racing Gent keerde zo voor het eerst sinds 1935 terug naar de hoogste afdeling.
In 1952-1953 degradeerde Racing naar Tweede Klasse. Victor Erroelen vertrok daarop naar Eendracht Aalst. 
Zijn broer Pierre Erroelen bleef wel nog twee seizoenen bij Racing Gent voetballen.
Victor Erroelen bleef bij Eendracht Aalst tot 1957, toen ging hij naar Union Halle over waar hij zijn spelerscarrière in 1959 op zijn 42ste beëindigde.